# Lizzie Velásquez
Elizabeth Ann „Lizzie“ Velásquez (* 13. März 1989 in Austin, Texas) ist eine US-amerikanische Sachbuchautorin, Aktivistin, Motivationsrednerin und Betreiberin eines YouTube-Kanals. Sie hat eine sehr seltene Krankheit, die die Fetteinlagerung in ihrem Körper unterdrückt.

## Leben
Velásquez kam als ältestes von drei Kindern der Eltern Rita und Guadalupe Velásquez auf die Welt. Aufgrund ihres äußeren Erscheinungsbildes litt sie bereits als Kind unter Mobbing.
Bis Ende 2012 studierte sie Kommunikationswissenschaft an der Texas State University.

## Karriere
Lizzie Velásquez wurde weltweit bekannt, nachdem ein Video über sie mit dem Titel „The world's ugliest woman“ (dt.: Die hässlichste Frau der Welt) im Jahr 2006 auf YouTube veröffentlicht worden war. Daraufhin beschloss die damals 17-Jährige, sich gegen Mobbing einzusetzen. Sie trat in diversen US-Talkshows auf und veröffentlichte drei Selbsthilfebücher, von denen zwei ins Spanische übersetzt wurden, sowie einen Dokumentarfilm mit dem Titel „A Brave Heart: The Lizzie Velásquez Story“. Dieser erhielt überwiegend gute Bewertungen.
Im Jahr 2008 eröffnete Velásquez ihren YouTube-Kanal „Lizzie Velásquez“, welcher von mehr als 871.000 Menschen abonniert wurde (Stand: 2. Dezember 2022). 2017 erschien außerdem ihre eigene Serie "Unzipped with Lizzie Velásquez", in der sie sich mit verschiedenen Gästen über diverse Themen wie Modetrends, Beziehungen oder Selbstliebe austauscht.

## Werke
- Lizzie Beautiful: The Lizzie Velásquez Story. Epigraph Publishing Service, 2010, ISBN 978-0-9825190-0-4
- Be Beautiful, Be You. Liguori Publications, 2012, ISBN 978-0-7648-2079-3
- Choosing Happiness. Liguori Publications, 2014, ISBN 978-0-7648-2488-3